# Quintetto ideale della A1 Ethniki
Il Quintetto ideale della A1 Ethniki è il riconoscimento che ogni anno la A1 Ethniki conferisce ai 5 migliori giocatori che si sono distinti nel corso della regular season.

## Vincitori
- Quintetto ideale della A1 Ethniki 2000-2010
- Quintetto ideale della A1 Ethniki 2010-2020
- Quintetto ideale della A1 Ethniki 2020-2030